# 세이부 철도 10000계 전동차

이케부쿠로역에 정차중인 특급 지치부 호

세이부 신주쿠 역에 정차중인 특급 고에도 호

세이부 철도 10000계 전동차(일본어: 西武10000系電車)는 1993년에 제조된 세이부 철도의 특급형 차량이다. “뉴 레드 애로”(ニューレッドアロー 뉴렛도아로[*], 약칭 NRA)라는 별칭이 있다.

## 세부사항
- 편성：クハ10100 - モハ10200 - モハ10300 - サハ10400 - モハ10500 - モハ10600 - クハ10700 (7량 편성)
- 최고속도 ：110 km/h
- 기동가속도 ：2.7 km/h/s
- 감속도（상용최대）：3.5 km/h/s
- 감속도（비상）：4.0 km/h/s

## 연혁
이전에 특급열차로 운행을 했던 5000계 열차의 노후화로 1994년에 부분적으로 투입, 1995년까지 차량을 교체하였다. 또한, 2003년에, 사항이 변경된 차량이 1편성 증비되었다.
당초에는 세이부 신주쿠 선에만 투입시키려고 했다.

## 운행형태
- 정규운행
  - 이케부쿠로 선, 세이부 지치부 선
    - 이케부쿠로역 - 세이부 지치부 역 : 지치부 호
    - 이케부쿠로역 - 한노 역 : 무사시 호

  - 세이부 신주쿠 선
    - 세이부 신주쿠 역 - 혼카와고에 역 : 고에도 호
- 임시열차
  - 돔 호 : 세이부 라이온스 경기나 이벤트가 있을 때, 세이부 구장앞 역까지 운행
  - 그 외에도 필요시 임시열차를 운행

## 같이 보기
- 지치부, 무사시, 돔 호
- 고에도 호